# The Art Garfunkel Album
The Art Garfunkel Album är ett samlingsalbum med Art Garfunkel, utgivet i oktober 1984.
Av speciellt intresse är låten Sometimes When I'm Dreaming skriven av skotten Mike Batt (som också skrev Bright Eyes för Garfunkel), eftersom det är skivans enda tidigare outgivna låt. Denna låt gavs också ut som singel samtidigt som albumet kom.
Albumet finns utgivet med två olika omslag och två olika titlar. På det ena sitter Garfunkel lutat över ett bord där ett schackspel står uppställt. Det andra omslaget är ett svart/vit foto där Garfunkel har en hatt på huvudet. Den senare varianten heter Art Garfunkel -  My Best.
Låtarna All I Know och Travellin' Boy är här något kortare än på det ursprungliga album de först kunde höras; Angel Clare. Detta beror antagligen på att Garfunkel senare ansåg att hans debutalbum var en aning för "maffigt" producerat.
På englandslistan nådde albumet 12:e platsen. Albumet gavs inte ut i USA.

## Låtlista (amerikanska versionen)
Singelplacering i Billboard inom parentes. Placering i Storbritannien=UK
1. Bright Eyes (Mike Batt) (UK #1)
2. Break Away (Benny Gallagher/Graham Lyle) (#39)
3. A Heart In New York (Benny Gallagher/Graham Lyle) (#66)
4. I Shall Sing (Van Morrison) (#39)
5. 99 Miles From L. A. (Hal David/Albert Hammond)
6. All I Know (Jimmy Webb) (#9)
7. (What A) Wonderful World (Herb Alpert/Lou Adler/Sam Cooke) (#17) (tillsammans med James Taylor och Paul Simon)
8. I Only Have Eyes For You (A. Dubin/H. Warren) (#18, UK #1)
9. Watermark (Jimmy Webb)
10. I Believe (When I Fall In Love It Will Be Forever) (Stevie Wonder/Yvonne Wright)
11. Scissors Cut (Jimmy Webb)
12. Sometimes When I'm Dreaming (Mike Batt)
13. Travellin' Boy (Paul Williams/R. Nichols)
14. The Same Old Tears On A New Background (Stephen Bishop)